# Verband dänischer Kleininseln
Der Verband dänischer Kleininseln (dänisch Sammenslutningen af danske småøer, SaDS) ist eine Interessengemeinschaft von kleinen, bewohnten dänischen Inseln. Der Verein mit Sitz in Rudkøbing wurde 1974 von 18 Bewohnervereinen gegründet und umfasst derzeit 27 Inseln. Die angeschlossenen Inseln dürfen keine feste Landverbindung besitzen, keine selbständige Kommune bilden, nicht mehr als 1.200 Einwohner zählen und müssen ganzjährig über eine amtlich gemeldete Einwohnerschaft verfügen.
Anlass für die Gründung war einerseits die in den 1960er Jahren einsetzende Bevölkerungsabnahme auf den dänischen Inseln, andererseits die Kommunalgebietsreform von 1970, mit der viele kleine Inselgemeinden aufgelöst und größeren Festlandsgemeinden zugeordnet worden waren.
Die Interessengemeinschaft wird zu öffentlichen Hearings geladen und konferiert regelmäßig mit Parlamentsabgeordneten. Wiederkehrende Themen sind dabei die Förderung des Fährverkehrs, staatliche Zuschüsse für die Gewerbeförderung und die Unterstützung landwirtschaftlicher Betriebe. Der dänische Staat bezuschusst den Verband jährlich mit rund einer Million Kronen.
Der Verband dänischer Kleininseln nimmt am Europäischen LEADER-Programm teil. Außerdem beteiligt er sich an ESIN (European Small Islands Federation), einem Zusammenschluss, der außerdem Kleininseln in Schweden, Finnland, Åland, Estland, Frankreich, Irland, Schottland, Italien, Kroatien und Griechenland verbindet.

## Ziele
Laut Satzung verfolgt der Verband folgende Ziele:
- Förderung des inselübergreifenden Kontaktes
- Schaffung und Ausbau von Kontakten zu privaten und staatlichen Institutionen
- Förderung des Zuzugs neuer Einwohner und Sicherung einer ständigen Einwohnerschaft
- Veranstaltungen zur Unternehmensförderung
- Aufklärung zur wirtschaftlichen und sozialen Lage dänischer Kleininseln
- Bildung gemeinschaftlicher Einrichtungen mit dem Ziel einer effektiven Strukturpolitik

## Vorstand und Sekretariat
Vorsitzender und stellvertretender Vorsitzender werden auf zwei Jahre, zeitversetzt um ein Jahr, gewählt. Die übrigen sechs Vorstände werden abwechselnd von den verschiedenen Einwohnervereinen für drei Jahre besetzt. Das ständige Sekretariat befindet sich auf der Insel Strynø.

## Ø-Posten
Die Vierteljahrsschrift Ø-Posten wird an alle festen Bewohner der angeschlossenen Inseln und die Fördermitglieder versendet. Zusätzlich wird ein Newsletter verschickt.

## Inseln und Einwohnerzahlen
| Insel    | Einwohner | Einwohner |
| Insel    | 2006      | 2010      |
| -------- | --------- | --------- |
| Årø      | 180       | 164       |
| Agersø   | 245       | 207       |
| Anholt   | 167       | 171       |
| Askø     | 56        | 43        |
| Avernakø | 110       | 110       |
| Bågø     | 34        | 35        |
| Barsø    | 26        | 22        |
| Birkholm | 10        | 10        |
| Bjørnø   | 39        | 37        |

| Insel    | Einwohner | Einwohner |
| Insel    | 2006      | 2010      |
| -------- | --------- | --------- |
| Drejø    | 69        | 66        |
| Egholm   | 48        | 54        |
| Endelave | 177       | 187       |
| Fejø     | 608       | 543       |
| Femø     | 144       | 146       |
| Fur      | 912       | 856       |
| Hjarnø   | 103       | 98        |
| Hjortø   | 13        | 8         |
| Lyø      | 130       | 106       |

| Insel   | Einwohner | Einwohner |
| Insel   | 2006      | 2010      |
| ------- | --------- | --------- |
| Mandø   | 56        | 46        |
| Nekselø | 26        | 20        |
| Omø     | 187       | 171       |
| Orø     | 937       | 881       |
| Sejerø  | 403       | 370       |
| Skarø   | 36        | 35        |
| Strynø  | 218       | 215       |
| Tunø    | 115       | 118       |
| Venø    | 211       | 197       |